# Meclov
Meclov (německy Metzling) je obec v okrese Domažlice v Plzeňském kraji. Leží osm kilometrů severozápadně od Domažlic a šest kilometrů jihozápadně od Horšovského Týna. Žije v ní přibližně 1 200 obyvatel. 

## Historie
První písemná zmínka o obci pochází z roku 1115.

## Obyvatelstvo
| Rok            | 1869  | 1880  | 1890  | 1900  | 1910  | 1921  | 1930  | 1950  | 1961  | 1970  | 1980  | 1991 | 2001  | 2011  | 2021  |
| -------------- | ----- | ----- | ----- | ----- | ----- | ----- | ----- | ----- | ----- | ----- | ----- | ---- | ----- | ----- | ----- |
| Počet obyvatel | 1 602 | 1 631 | 1 543 | 1 676 | 1 767 | 1 869 | 1 963 | 1 134 | 1 128 | 1 133 | 1 016 | 946  | 1 009 | 1 124 | 1 195 |
| Počet domů     | 238   | 246   | 251   | 267   | 278   | 295   | 355   | 342   | 256   | 262   | 252   | 280  | 319   | 354   | 382   |

## Obecní správa

### Části obce
- Meclov
- Bozdíš
- Březí
- Jeníkovice
- Mašovice
- Mračnice
- Mrchojedy
- Němčice
- Třebnice

Od 1. července 1980 do 30. června 1990 k obci patřily i Medná, Polžice, Roudná, Srby a Vítání.

### Obecní symboly
Znak a vlajka byly obci uděleny rozhodnutím předsedy Poslanecké sněmovny Parlamentu České republiky dne 16. července 2014.

## Pamětihodnosti
- Kostel svatého Michaela[8]
- Pomník k úctě padlým vojákům z první světové války
- Na Mlýnském vrchu severovýchodně od vesnice se nachází terénní pozůstatky meclovského hradiště z doby bronzové.[9]

## Další fotografie

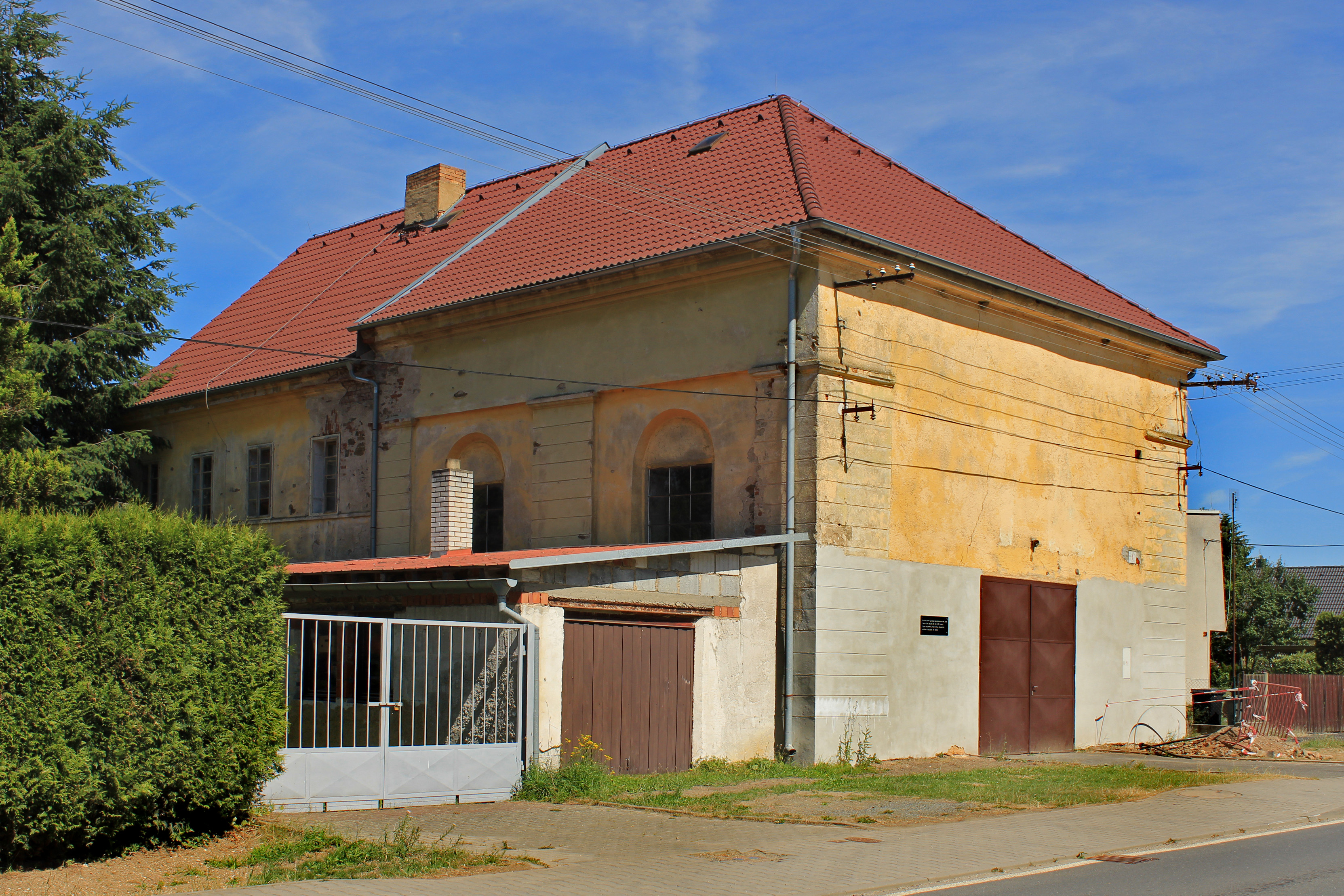
Bývalá synagoga
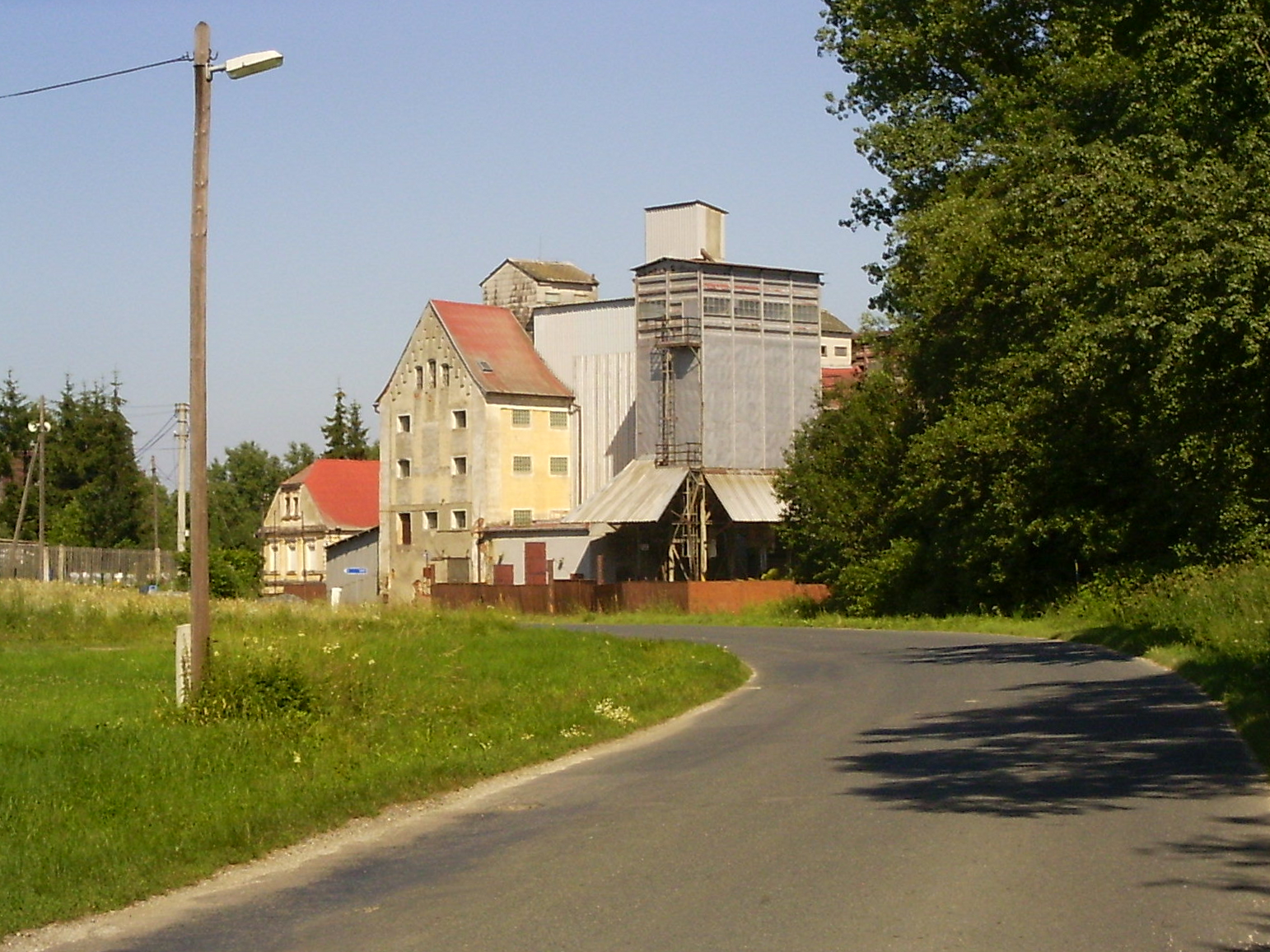
Továrna na severu obce
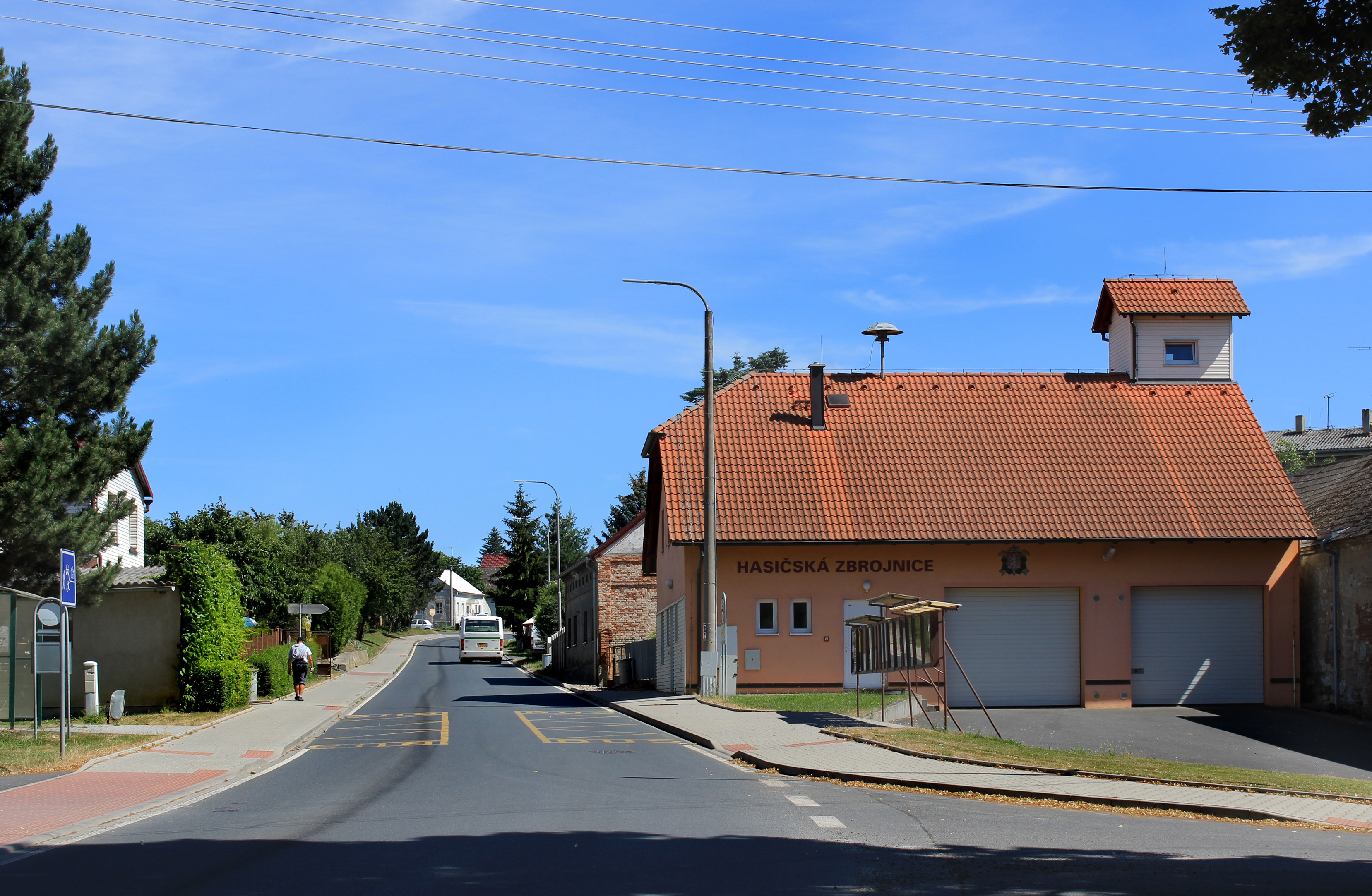
Silnice II. třídy č. 196